# AV-TEST
AV-TESTは、さまざまな基準に従ってMicrosoft Windows、macOS、Android用のウイルス対策ソフトウェアを評価およびランク付けする独立組織であり、ドイツのマクデブルクに拠点を置いている。
隔月でテスト結果を発表しており、そこで認定を受けた製品をリストアップしている。またソフトウェア開発者や雑誌のために、様々なウイルス対策、スパイウェア対策、ファイアウォールソフトウェアを定期的にテストしている。製品認証の分野では、Tekit Consult Bonn GmbH（TÜV Saarlandグループ）と協力している。
このテストは、Windows 98、Me、NT 4.0、2000、XP、2003、Novell NetWare、Linux、Solaris、FreeBSD、OpenBSD、Lotus Domino/Notes、及びMicrosoft Exchangeがインストールされたデスクトップコンピュータとサーバーで実行される。

## 歴史
AV-TESTはアンドレアス・マークスとグイド・ハビヒトによってオットー・フォン・ゲーリケ大学の産学協同プロジェクトとして設立され、アンドレアス・マークスがCEOに就任した。

## 批判
2013年、ITセキュリティ企業カスペルスキーのセキュリティ専門家兼CEOであるユージン・カスペルスキーは、AV-TESTが認証プロセスを変更したことを批判した。